# Anna Pávlova
Anna Pávlovna Pávlova (ruso: Анна Павловна Павлова, calendario gregoriano:  San Petersburgo, 12 de febrero de 1881-La Haya, 23 de enero de 1931) fue una primera bailarina rusa de finales del siglo XIX y principios del XX, una de las principales artistas del Ballet Imperial Ruso y de los Ballets Rusos de Serguéi Diáguilev. Es reconocida por su interpretación del papel de La muerte del cisne, coreografía creada para ella por Michel Fokine; y, con su propia compañía, se convirtió en la primera bailarina en viajar por todo el mundo, incluyendo Sudamérica, India y Australia.

## Biografía
Anna Pávlova nació en San Petersburgo el 31 de enero (12 de febrero) de 1881, en el hospital del Regimiento Preobrazhenski, donde su padre, Matvéi Pávlovich Pávlov, servía. Algunas fuentes dicen que sus padres se casaron justo antes de su nacimiento, otras, años después. Su madre Liubov Fiódorovna Pávlova provenía de una familia de campesinos y trabajó durante algún tiempo como lavandera en la casa del banquero ruso-judío Lázar Polyakov. Cuando Anna saltó a la fama, el hijo de Polyakov, Vladímir, afirmó que era hija ilegítima de su padre; otros especularon que el propio Matvéi Pávlov supuestamente provenía de los caraítas de Crimea (incluso hay un monumento construido en una de las kenesas de Eupatoria dedicado a Pávlova), sin embargo, ambas leyendas no tienen pruebas históricas. El patrónimo "Pávlovna" apareció mucho más tarde como parte de su nombre artístico. Así, por ejemplo, Fokine, en una carta a Pávlova en 1924, utilizó la apelación de Anna Pávlovna en lugar de Anna Matvéievna.
Pávlova era una niña prematura, se sentía enferma regularmente y pronto la enviaron a la aldea de Ligovo, donde su abuela la cuidaba. La pasión de Pávlova por el arte del ballet inició cuando su madre la llevó a una representación de la producción original de Marius Petipa de La bella durmiente en el Teatro Mariinski. El fastuoso espectáculo la impresionó. Cuando tenía nueve años, su madre la llevó a una audición para la reconocida Escuela de Ballet Imperial. Por su juventud, y por lo que se consideraba su apariencia "enfermiza", fue rechazada, pero, a los 10 años, en 1891, fue aceptada. Apareció por primera vez en el escenario en la obra de Marius Petipa Un cuento de hadas (Un conte de fées), que el maestro había realizado para los estudiantes de la escuela.

## Escuela de Ballet Imperial

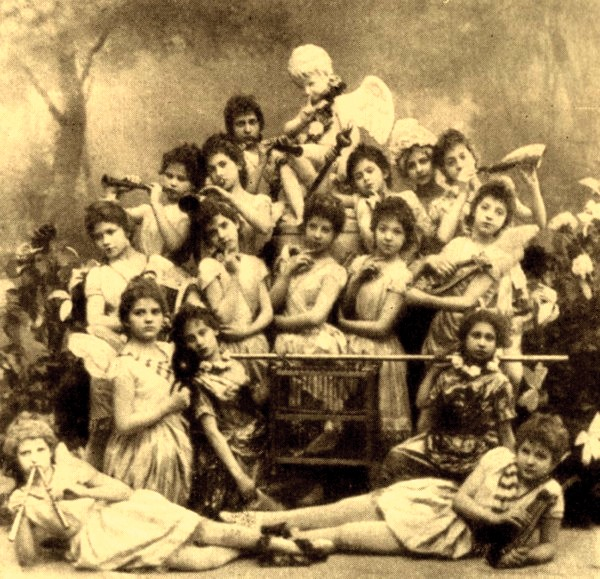
Alumnos de la Escuela Imperial de Ballet en Un conte de fées de Marius Petipa. Anna Pávlova, de diez años, participó en este trabajo en su primera actuación de ballet. La fotografían aquí a la izquierda sosteniendo la jaula. San Petersburgo, 1891.

Los años de formación de la joven Pávlova fueron difíciles. El ballet clásico no le resultaba fácil. Sus pies severamente arqueados, tobillos delgados y extremidades largas chocaban con el cuerpo pequeño y compacto preferido por la bailarina de la época. Sus compañeros de estudios se burlaban de ella con apodos como La escoba y La petite sauvage. Sin inmutarse, se entrenó para mejorar su técnica. Practicaba y practicaba después de aprender un paso. Ella dijo: «Nadie puede llegar solo por ser talentoso. Dios da talento, el trabajo transforma el talento en genio». Recibió lecciones adicionales de los maestros destacados de la época: Christian Johansson, Pável Gerdt, Nikolái Legat y Enrico Cecchetti, considerado el mayor virtuoso del ballet de la época y fundador del método Cecchetti, una técnica de ballet muy influyente utilizada hasta hoy. En 1898, ingresó en la clase de perfeccionamiento de Ekaterina Vázem, ex prima ballerina de los Teatros Imperiales de San Petersburgo.
Durante su último año en la Escuela de Ballet Imperial, desempeñó muchos papeles con la compañía profesional. Se graduó en 1899 y fue elegida para ingresar al Ballet Imperial con un cargo superior al del cuerpo de ballet, como coryphée. Hizo su debut oficial en el Teatro Mariinski en Les Dryades prétendues de Pável Gerdt (Las falsas dríadas). Su actuación recibió elogios de la crítica, en particular del gran crítico e historiador Nikolái Bezobrázov.

## Carrera

### Teatro Imperial

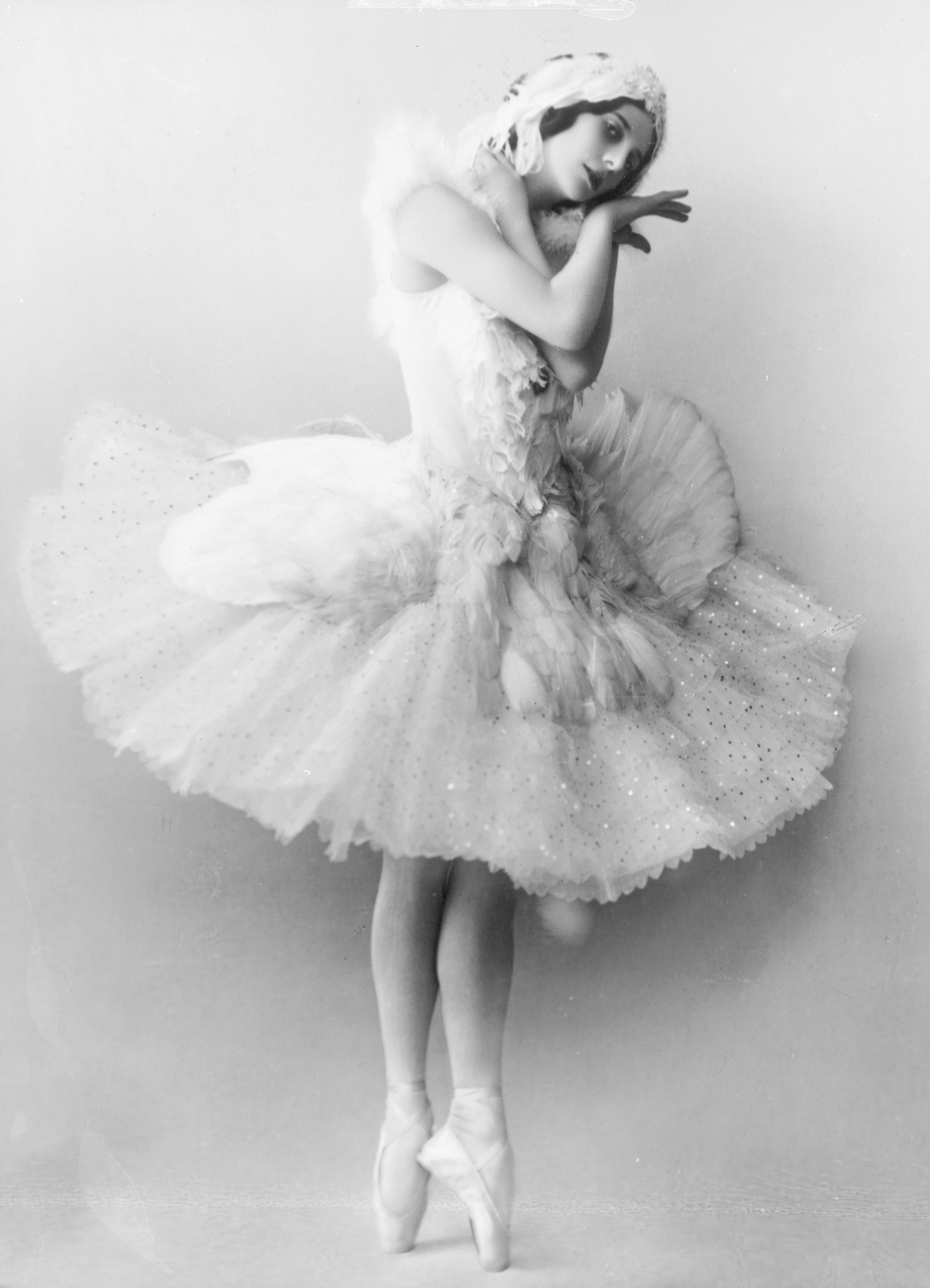
Anna Pávlova en La muerte del cisne. San Petersburgo, 1905.

Tanto durante sus estudios como después de su graduación, ya en el escenario del Teatro Mariinski, la joven bailarina se llamó "Pávlova II" para distinguirse de su tocaya Varvara Pávlova quien era mayor, pero luego resultó ser mucho menos famosa. En sus memorias, Marius Petipa menciona a la maestra Sokolova, en cuya clase de perfeccionamiento en 1902-1904 «Las Sras. Pávlova II, Sedova y Trefílova estudiaron y progresaron mucho bajo su liderazgo». En el diario de Petipa hablaba de Pávlova como alumna de Sokolova. Pávlova visitó a Petipa para repasar escenas de ballets con él. Recurrió al coreógrafo en busca de consejos para mejorar el desempeño del papel principal en Giselle, y en la preparación de su obra Le Corsaire.
Los compañeros de baile de Pávlova fueron Mijaíl Obújov, Serguéi Legat y Nikolái Legat. Al comienzo de su carrera, uno de sus compañeros de baile fue Michel Fokine —su primera actuación conjunta se llevó a cabo el 29 de diciembre de 1899—, repitiendo el 10 de septiembre de 1900, en El despertar de Flora.
Pávlova cambió para siempre el ideal de las bailarinas. En los años 1890, se esperaba de las bailarinas del Teatro Mariinski que fueran técnicamente fuertes, y esto significaba, normalmente, tener un cuerpo poderoso, musculoso y compacto. Pávlova era delgada, de apariencia delicada y etérea, indicada para los papeles románticos como Giselle. 

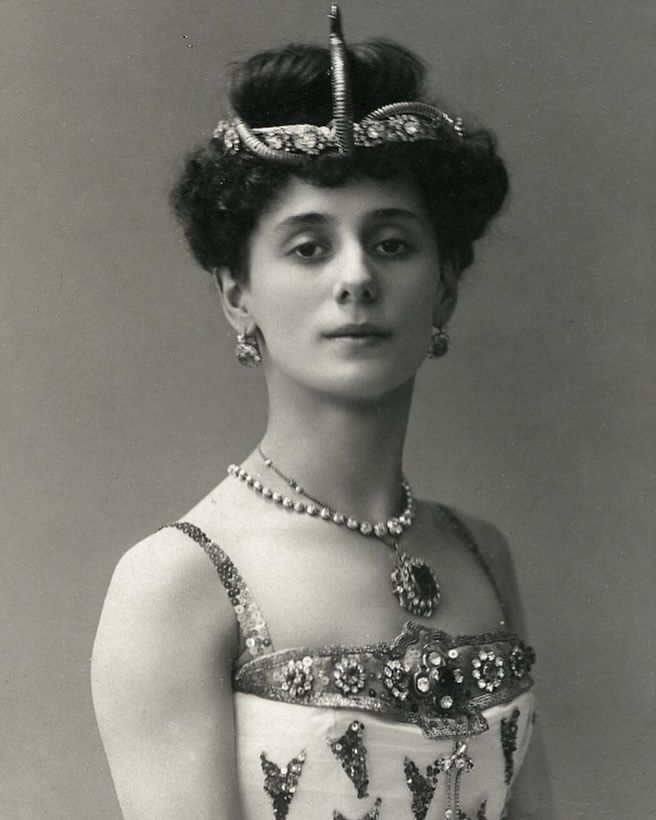
Postal fotográfica de Anna Pávlova como la princesa Aspicia en la versión de Aleksandr Gorski del ballet de Petipa / Pugni La hija del faraón, para el Teatro Bolshói. Moscú, 1908

En las temporadas siguientes, los nuevos roles de Pávlova incluyeron solísticos en Le Corsaire (El corsario), La bella durmiente, Paquita y Don Quijote. En 1902, recibió su primer papel de bailarina principal, interpretando el papel de Nikiya en La bayadera. A esto le siguió los papel principal en Giselle y en La hija del faraón, Paquita y en El Corsario, entre otros. Habiéndose convertido en una de las principales bailarinas de la compañía, en 1906 recibió el título de prima ballerina.
Una gran influencia en el estilo escénico de Anna Pávlova fue ejercida por su trabajo conjunto con los maestros de ballet Aleksandr Gorski y especialmente con Michel Fokine. Permaneció vinculada al Mariinski hasta 1913.

### Ballets Rusos

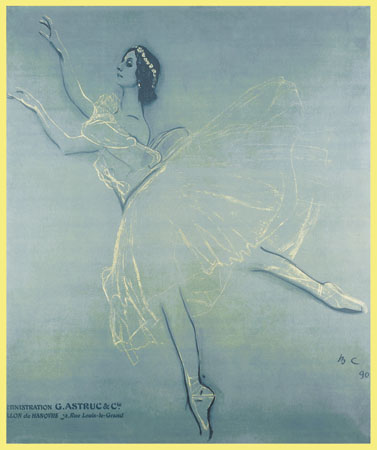
Anna Pávlova en Las sílfides, por Valentín Serov, 1909

En los primeros años de los Ballets Rusos, Pávlova trabajó brevemente para Serguéi Diáguilev. Bailó en el estreno de Le Pavillon d'Armide el 19 de mayo de 1909, en las Temporadas rusas de Serguéi Diáguilev en París, y el 2 de junio estuvo en el estreno en París del ballet Las sílfides y Cleopatra junto a Vaslav Nijinsky y lograron un éxito inmediato. Asistió a las actuaciones el director del Metropolitan Opera, Otto Kahn quien firmó un contrato de un mes con ella. El cartel de la obra de Valentín Serov con Pávlova congelada en un arabesque se convirtió en uno de los emblemas de las Temporadas rusas.
En 1909, recorrió Europa con los ballets de Serguéi Diáguilev. Originalmente bailaría la obra de Michel Fokine El pájaro de fuego, pero se negó, ya que no podía ponerse de acuerdo con Ígor Stravinski y el papel fue dado a Tamara Karsávina. Toda su vida, Pávlova prefirió la melodiosa "musique dansante" de los viejos maestros como Cesare Pugni y Ludwig Minkus, y se preocupó poco por cualquier otra cosa que se alejara de la música de ballet de salón del siglo XIX. Por varias razones, Pávlova dejó la compañía de Diáguilev, pero aceptó interpretar el papel principal en Giselle en la gira de los Ballets Rusos en Londres.

### Compañía de ballet de Pávlova

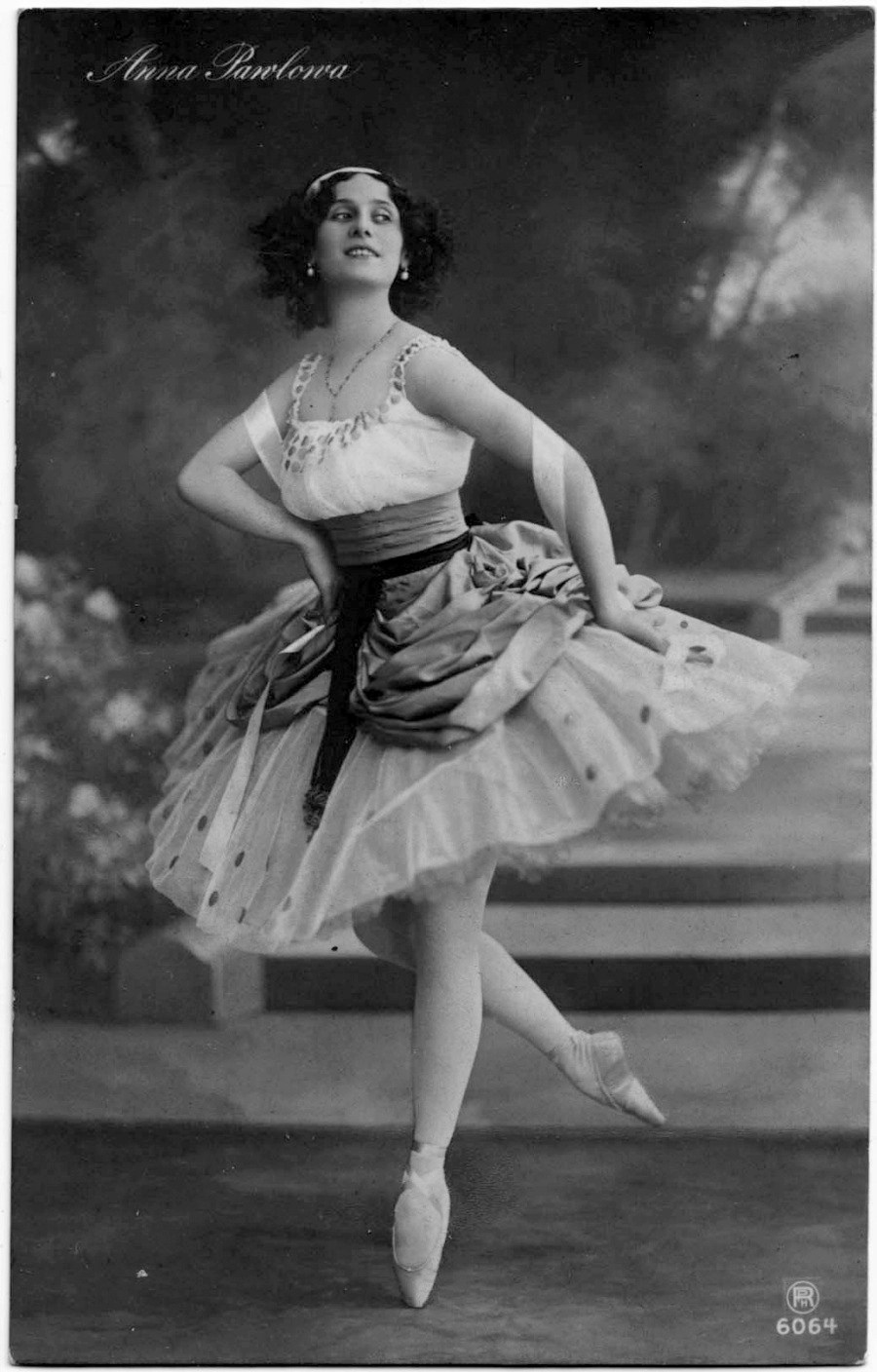
Anna Pávlova en el ballet La fille mal gardée, 1912.

En 1907, Anna Pávlova y Adolph Bolm encabezaron un pequeño grupo de 20 artistas para realizar giras al extranjero, que incluía a E.I. Ville , M.N. Gorshkova , I.S. Neslujóvskaya, E.D. Polyakova, E. P. Eduárdova, I. N. Kúsov, A. N. Obújov, A. V. Shiriáiev. Las primeras giras tuvieron lugar en ciudades europeas Helsinki, Estocolmo, Copenhague, Praga y Berlín en la primavera de 1908. El repertorio incluyó los ballets Giselle, Paquita, La flauta mágica, Alto de la caballería, el segundo acto de El lago de los cisnes y un divertimento. Desde el 22 de abril al 7 de mayo de 1909, bailó en Berlín junto a Nikolái Legat. Luego conciertos en Praga y París.
Después de la primera temporada parisina de los Ballets Rusos, Pávlova los dejó para dedicarse a su propia compañía. Actuó en todo el mundo, con un repertorio compuesto principalmente por resúmenes de las obras de Petipa y piezas especialmente coreografiadas para ella. Unió sus aptitudes coreográficas y grandes dotes de actriz. Aportó muchas innovaciones y creó su propio género, que Yu. D. Beliáiev llamó "melodeclamación coreográfica". Estos números incluyen Dragonfly con la música de Kreisler, Butterfly con la música de Drigo, Night, California Poppy. Sobresalió esencialmente en la interpretación de los ballets románticos.
El 16 de febrero de 1910, debutó en Nueva York, seguido de actuaciones en Boston, Filadelfia y Baltimore. Para Nueva York produjo una adaptación de 50 minutos de La bella durmiente. Y en abril y mayo en Londres, junto a Mijaíl Mordkin. En 1911, bailó en Londres y en noviembre de ese mismo año tuvo lugar una gira por las ciudades de Inglaterra, Irlanda y Escocia, junto a Laurent Novikoff (Lavrenti Nóvikov). La última actuación de la bailarina en el Teatro Mariinski tuvo lugar en 1913, y en Rusia en 1914 (31 de mayo en San Petersburgo, 3 de junio en Moscú, 7 de junio en la estación Pávlovski). Con el estallido de la Primera Guerra Mundial, se instaló en Inglaterra y nunca regresó a Rusia.
Entre 1918 y 1919, su compañía realizó una gira por América del Sur. Durante el viaje por México, Pávlova fue una de las primeras bailarinas clásicas en ejecutar el jarabe tapatío, vestida con la indumentaria de china poblana. El poeta mexicano Ramón López Velarde dedicó a su arte el poema «Anna Pávlova y el jarabe tapatío». Fue furor en Buenos Aires al interpretar "La Muerte del Cisne" en la fuente de los cisnes de los Jardines del Palacio Errázuriz-Alvear, como invitada de honor de Don Matías Errázuriz-Ortuzar y su esposa Josefina de Alvear de Errázuriz.
En 1921, el empresario estadounidense de origen ruso Sol Hurok fue el organizador de la gira de Anna Pávlova por Estados Unidos. En 1921, también actuó en India, ganando la atención del público en Delhi, Bombay y Calcuta. El nombre Pávlova se hizo legendario durante la vida de la bailarina. Siguieron giras por Japón, China, Filipinas, islas de Malasia, India, Egipto en 1922.
En 1925, visitó la escuela de Olga Preobrazhénskaya y seleccionó a Irina Grzhébina, Nina Tíjonova, Nina Yushkévich entre sus estudiantes para participar en un concierto de gala el 8 de junio de 1925 en el Palacio de Trocadero. El debut de la más joven de las alumnas de Preobrazhénskaya, Tamara Tumánova, junto a Anna Pávlova, se convirtió en un comienzo en la vida de la prometedora bailarina. Luego de 1925 a 1926 recorrió  América del Sur, Australia y Nueva Zelanda; en 1928, Egipto, India, Birmania, Singapur y Java. Después del colapso del Teatro Romántico Ruso en 1926, Borís Románov se convirtió en el coreógrafo de la compañía, junto a Iván Jluistin (Ivan Clustine).

## Vida personal
Victor Dandré, su manager y compañero, afirmó ser su marido en la biografía sobre la bailarina: Anna Pavlova: In Art & Life (Dandre 1932). Se habían casado en secreto en 1914 después de conocerse por primera vez en 1904 (algunas fuentes dicen 1900). Murió el 5 de febrero de 1944 y fue incinerado en el Crematorio de Golders Green y sus cenizas se colocaron debajo de las de Anna.
Victor Dandré escribió sobre las muchas actuaciones de beneficencia de Pávlova y los esfuerzos caritativos para apoyar a los huérfanos rusos en el París posterior a la Primera Guerra Mundial. Quince niñas fueron adoptadas en una casa que Pávlova compró cerca de París en Saint-Cloud, supervisada por la condesa de Guerne y apoyada por sus actuaciones y fondos solicitados por Pávlova, incluidas muchas pequeñas donaciones de miembros de Camp Fire Girls of America que la convirtieron en una miembro honoraria.
En 1913, se instaló en una casa ubicada en Golders Green, al norte de Londres, considerada su residencia permanente. Poseía un gran parque y un estanque con cisnes, a los que estudió para darle realismo a sus movimientos en su papel más famoso de El lago de los cisnes. Además en esta residencia, realizó ensayos, coreografías, se diseñó y almacenó vestuario y hasta escenografía.
Durante su vida, tuvo muchas mascotas, incluido un gato siamés, varios perros y muchos tipos de aves, incluidos los cisnes. Dandré indicó que fue una amante de los animales durante toda su vida y esto se evidencia en los retratos fotográficos, que a menudo incluían un animal que amaba. Se hizo un retrato de estudio formal de ella con Jack, su cisne favorito.

## Fallecimiento

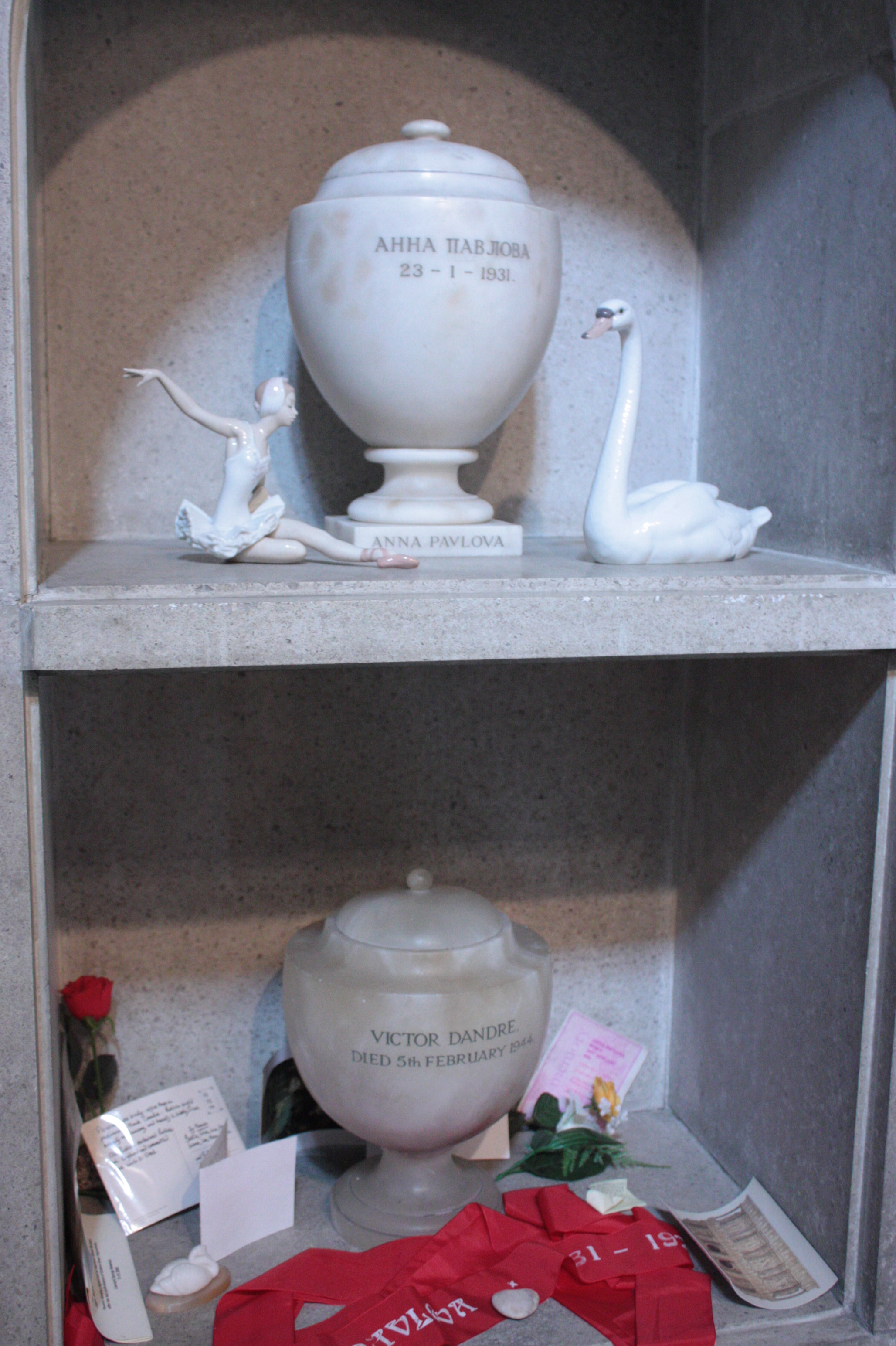
Las cenizas de Anna Pávlova (arriba) y las de Victor Dandré (abajo). Crematorio de Golders Green

Mientras viajaba de París a La Haya, Pávlova se puso muy enferma y empeoró a su llegada a La Haya. Envió a París para que la atendiera su médico personal, Zalewski. Le dijeron que tenía neumonía y necesitaba una operación. También le dijeron que nunca más podría volver a bailar si seguía adelante. Ella se negó a someterse a la cirugía y dijo: "Si no puedo bailar, prefiero estar muerta". Murió de pleuresía, en el dormitorio contiguo al Salón Japonés del Hotel Des Indes en La Haya, veinte días antes de cumplir 50 años.
Victor Dandré escribió que Pávlova murió media hora después de la medianoche del viernes 23 de enero de 1931, con su doncella Marguerite Létienne, el médico Zalewski y él mismo junto a su cama. Sus últimas palabras fueron: "Prepara mi vestuario de cisne". Dandré y Létienne vistieron su cuerpo con su vestido de encaje beige favorito y la colocaron en un ataúd con una ramita de color lila. A las 7 de la mañana, llegó un sacerdote ortodoxo ruso para rezar sobre su cuerpo. A las 7:30 a. m., su ataúd fue trasladado a la capilla mortuoria adjunta al hospital católico de La Haya.
Al día siguiente estaba programada una función en donde bailaría La muerte del cisne, y de acuerdo con la antigua tradición del ballet, el espectáculo debe continuar. Según lo programado, y con un solo proyector se iluminó el escenario vacío donde debería estar la bailarina. Los servicios conmemorativos se llevaron a cabo en la Iglesia Ortodoxa Rusa de Londres. Pávlova fue incinerada y sus cenizas colocadas en un columbario en el Crematorio de Golders Green, donde su urna estaba adornada con sus zapatillas de ballet (que fueron robadas).